# ووادیسواف ژلینسکی
ووادیسواف مارتسیان میکووای ژلینسکی (لهستانی: Władysław Marcjan Mikołaj Żeleński؛ تلفظ لهستانی: [vwaˈdɨswaf]؛ ۶ ژوئیهٔ ۱۸۳۷ – ۲۳ ژانویهٔ ۱۹۲۱) نوازنده پیانو، آهنگساز، مربی موسیقی، استاد دانشگاه، اهل لهستان بود. او همچنین در زمینه فیزیک و نویسندگی فعالیت می‌کرد.